# The Wailin' Jennys

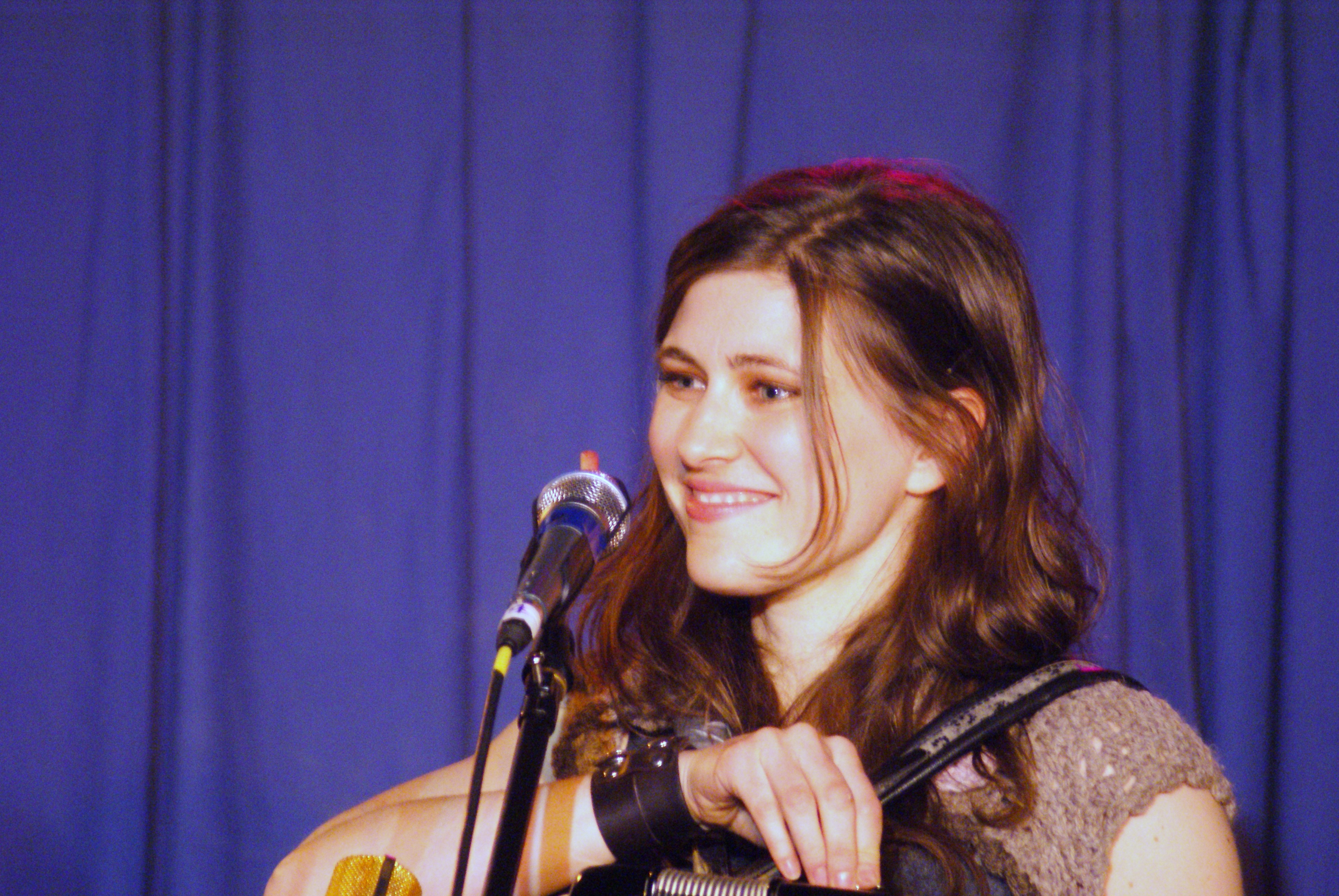
Ruth Moody, lors d'un concert du groupe à Ireby le 24 mai 2008.

The Wailin' Jennys est un groupe de musique folk et bluegrass canadien créé en 2002. Il est composé de Ruth Moody, Nicky Mehta, Heather Masse. Cara Luft, Annabelle Chvostek ont aussi été membres du groupe.

## Histoire
En 2002, un magasin de guitare Winnipeg, nommé Sled Dog Music, réunit Ruth Moody, Nicky Mehta and Cara Luft dans le cadre d'un concert. À la suite de la bonne réception du public, l'organisateur réorganise une session et leur suggère de faire une tournée sous le nom The Wailin' Jennys, en référence au chanteur de country Waylon Jennings.
En 2005, pour leur album 40 Days ils ont reçu le prix Juno album de musique roots ou traditionnelle de l'année. En 2012, ils ont de nouveau reçu ce prix pour Bright Morning Stars. L'album Firecracker a été aussi nommé pour ce prix en 2007

## Discographie
Album
Maison de disque Red House Records
- 40 Days, sorti le 10 août 2004
- Firecracker,  sorti le 6 juin 2006
- Live at the Mauch Chunk Opera House,  sorti le 11 août 2009
- Bright Morning Stars, sorti le 8 janvier 2011

EP
- The Wailin' Jennys EP, sorti en 2003, Red House Records
- iTunes Session, sorti le 1er novembre 2011